# Vladimir Horowitz

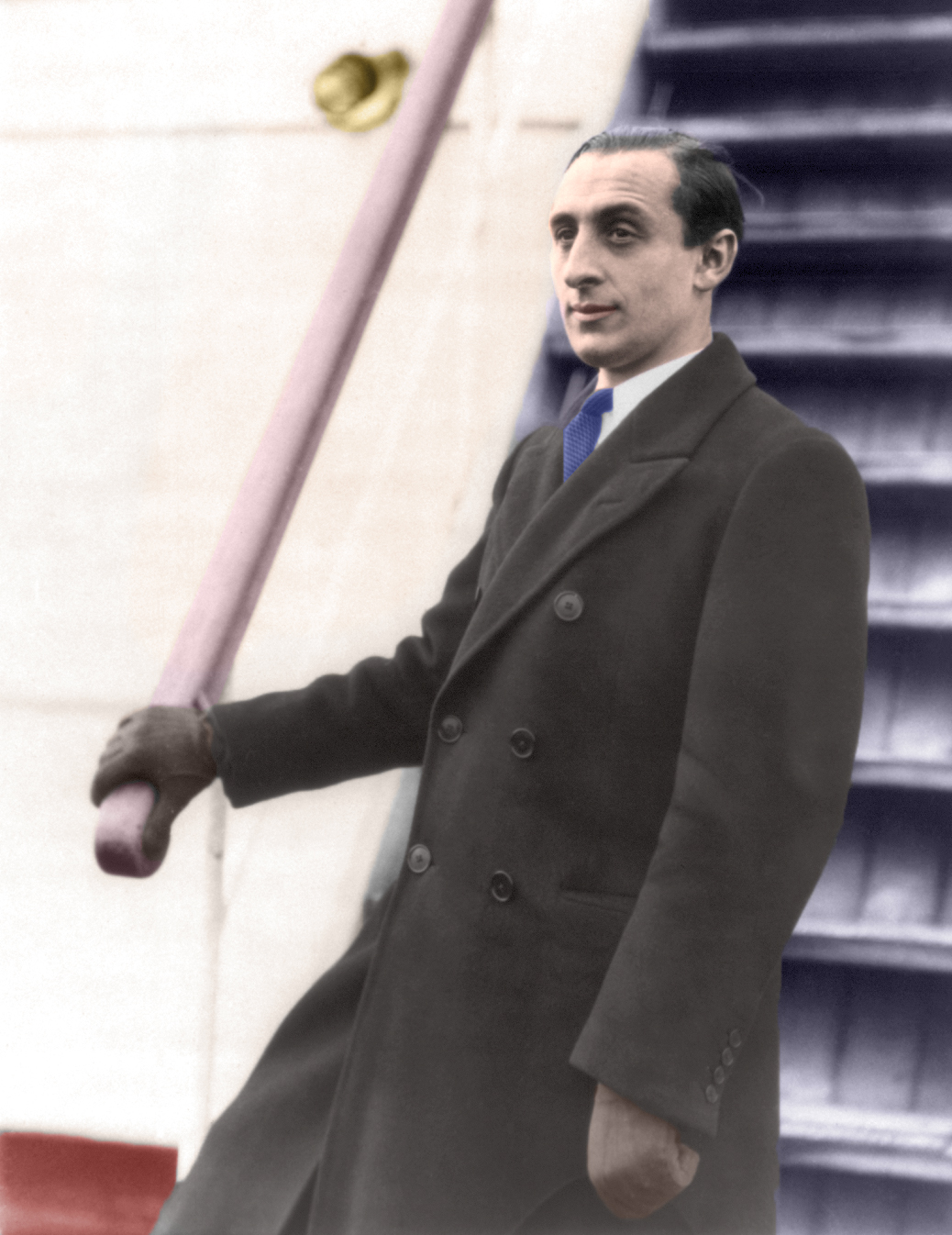
Vladimir Horowitz

Vladimir Horowitz (rus: Владимир Самойлович Горовиц)  (Kíiv, 1 d'octubre de 1903 - Nova York, 5 de novembre de 1989), nascut Vladímir Samóilovitx Górovits, fou un pianista clàssic estatunidenc d'origen rus. En el seu moment fou considerat un dels pianistes més distingits de la història. La seva tècnica llegendària va destacar per l'excitació emocional i la seva riquesa tonal. Malgrat que alguns crítics van ressaltar la seva tendència manierista i l'exagerada teatralització de les seves interpretacions, els seus seguidors l'han considerat un dels grans pianistes del segle xx.

## Biografia
Tot i que el mateix Horowitz deia que havia nascut a Kíev, Ucraïna, sota l'Imperi Rus, diferents fonts han afirmat que realment va néixer a Berdítxiv. La seva cosina Natasha Saitzoff, en una entrevista del 1991, assegurà que els quatre germans Horowitz havien nascut a Kíev. Tanmateix, la seva dona, Wanda Toscanini, filla del gran director d'orquestra Arturo Toscanini, s'inclinava per acceptar Berdítxiv com a veritable lloc de naixement de Vladimir Horowitz.
Una altra curiositat del seu naixement és que el seu pare va ocultar un any de vida del seu fill amb l'objectiu d'evitar el servei militar. Per això es troben encara avui algunes referències que diuen erròniament que la seva data de naixement va ser el 1904, malgrat que el mateix Horowitz sempre digués que havia nascut el 1903.
Horowitz va començar a aprendre piano de molt jove, a càrrec de la seva mare que també era pianista. El 1912 va ingressar al conservatori de Kíev, on va estudiar amb Vladímir Putxalski, Serguei Tarnowski i Felix Blumenfeld. Es va graduar el 1919 interpretant el Concert per a piano núm. 3 de Rakhmàninov. El seu primer recital com a solista va tenir lloc l'any 1920.
La seva fama va créixer ràpidament, i poc després va iniciar una gira per Rússia, en la qual sovint li pagaven amb pa, mantega i xocolata en comptes de diners, a causa de la ruïna econòmica del país.
Durant la temporada 1922-1923 va realitzar 23 concerts amb onze programes diferents solament a Sant Petersburg i el 2 de gener de 1926 hi va haver la seva primera presentació fora de Rússia, a Berlín. Ja no tornaria a Rússia fins al final de la seva vida. Després de Berlín va tocar a París, Londres i Nova York. És en aquesta època que Horowitz va conèixer Serguei Rakhmàninov; ambdós pianistes van esdevenir ràpidament bons amics. Rakhmàninov va declarar, sobre el seu tercer concerto, que no hagués imaginat mai que algú el pogués tocar d'una manera tan brillant com Horowitz. Ja el 1940, després d'un període en què va viure a París, es va instal·lar definitivament als Estats Units, d'on en va obtenir la ciutadania quatre anys després.

### Carrera als Estats Units
El debut americà de Horowitz va tenir lloc al Carnegie Hall el 12 de gener de 1928 interpretant el Concert per a piano núm. 1 de Txaikovski sota la direcció de Sir Thomas Beecham, qui també debutava als EUA. En aquesta ocasió Vladimir Horowitz va demostrar la capacitat que mantindria durant tota la seva vida artística per emocionar les audiències.
El 1932 va tocar per primer cop sota la direcció d'Arturo Toscanini, en una interpretació del Concert per a piano núm. 5 L'Emperador de Beethoven. Tots dos van continuar tocant junts.
Després de 34 anys d’absència, Horowitz va tornar a actuar a París en un recital que va generar una gran expectació. El seu allunyament es remuntava a una crítica de Le Figaro l’any 1951 que afirmava que «Horowitz és el primer pianista del món; però afegiré que no és l'únic», i que ell va considerar ofensiva. El retorn va ser tot un esdeveniment. Un retorn aclamat i històric: mai s’havien pagat entrades tan cares per a un recital a París, i la premsa especialitzada li va dedicar una cobertura excepcional, amb panegírics, articles i una setmana temàtica a France Culture.
Tot i les càlides recepcions de les audiències, Horowitz se sentia sovint insegur dels seus dots com a pianista. Arran d'això, molts cops va renunciar a fer concerts ja programats i després de 1965 els seus recitals com a solista van ser molt ocasionals.

### Gravacions
A partir de 1928, després d'establir-se als Estats Units, Horowitz va realitzar nombroses gravacions, la primera de les quals per a RCA Victor. A causa de l'impacte econòmic de la Gran Depressió, RCA va permetre als seus artistes de continuar gravant amb segells europeus associats, com ara el HMV de Londres. Així doncs, la primera gravació a Europa, el 1930, va incloure l'estrena mundial del Concert per a piano núm. 3 de Rakhmàninov, amb l'Orquestra Simfònica de Londres dirigida per Albert Coates. Fins al 1936 Horowitz va continuar gravant obres per a piano solista a través de HMV, incloent-hi també la seva famosa interpretació de 1932 de la Sonata en si menor de Liszt.
A partir de 1940 les gravacions van tornar a realitzar-se als Estats Units. El 1941 realitzà la seva primera gravació del Concert per a piano núm. 1 de Txaikovski amb l'orquestra dirigida per Arturo Toscanini. El 1959 la RCA va editar el seu concert en directe realitzat el 1943 amb el mateix director, que alguns crítics consideren d'una qualitat superior a les gravacions posteriors. El seu primer enregistrament en estèreo data del 1959, amb les Sonates per a piano de Beethoven.
Des del 1953, ja iniciant un període de retirada pública, es van gravar diverses obres a la seva casa de Nova York, incloent-hi peces d'Aleksandr Skriabin i Muzio Clementi. Aquests períodes d'allunyament dels escenaris van ser força repetits (1936-1938, 1953-1965, 1969-1974 i de 1983-1985) i responien a moments de profunda depressió de l'artista, contribuint a la imatge romàntica que es desprèn del seu personatge. De fet, Horowitz va conèixer de primera mà la desgràcia quan va perdre la seva única filla, Sonia, morta a Ginebra el 1975.
El 1962 inicià una sèrie DE gravacions per la Columbia Records, entre elles el seu retorn al Carnegie Hall de 1965 i la gravació el 1968 de l'especial per televisió "Horowitz on Television". Entre les seves gravacions premiades, es troba el seu enregistrament del 1969 de la Kreisleriana de Robert Schumann.
Vladimir Horowitz va morir a casa seva, a Nova York, el 5 de novembre de 1989, d'una crisi cardíaca. Va ser enterrat a la tomba familiar dels Toscanini, a Milà.

## Premis
Grammy Award for Best Classical Performance - Instrumental Soloist or Soloists (with or without orchestra):
- Vladimir Horowitz for Horowitz in Concert (Haydn, Schumann, Skriabin, Debussy, Mozart, Chopin) (1968)
- Vladimir Horowitz for Horowitz on Television (Chopin, Skriabin, Scarlatti, Horowitz) (1969)
- Vladimir Horowitz for Horowitz — The Studio Recordings, New York 1985 (1987)

Grammy Award for Best Instrumental Soloist(s) Performance (with orchestra):
- Carlo Maria Giulini (conductor), Vladimir Horowitz & the La Scala Opera Orchestra for Mozart: Piano Concerto No. 23  (1989)
- Eugene Ormandy (conductor), Vladimir Horowitz & the New York Philharmonic for Rakhmàninov: Concerto No. 3 in D Minor for Piano (Horowitz Golden Jubilee) (1979)

Grammy Award for Best Instrumental Soloist Performance (without orchestra):
- Vladimir Horowitz for Horowitz Plays Rachmaninoff (Etudes-Tableaux Piano Music; Sonatas) (1972)
- Vladimir Horowitz for Horowitz Plays Chopin (1973)
- Vladimir Horowitz for Horowitz Plays Skriabin (1974)
- Vladimir Horowitz for Horowitz Concerts 1975/76 (1977)
- Vladimir Horowitz for The Horowitz Concerts 1977/78 (1979)
- Vladimir Horowitz for The Horowitz Concerts 1978/79 (1980)
- Vladimir Horowitz for The Horowitz Concerts 1979/80 ([1982)
- Vladimir Horowitz for Horowitz in Moscow (1988)
- Vladimir Horowitz for Horowitz — Discovered Treasures (Chopin, Liszt, Scarlatti, Skriabin, Clementi) (1993)
- Vladimir Horowitz for The Last Recording' (1991)

Grammy Award for Best Classical Album:
- Vladimir Horowitz for Columbia Records Presents Vladimir Horowitz
- Thomas Frost (producer) & Vladimir Horowitz for Horowitz at Carnegie Hall — An Historic Return (1966)
- Thomas Frost, Richard Killough (producers) & Vladimir Horowitz for Horowitz Plays Rakhmàninov (Etudes-Tableaux Piano Music; Sonatas) (1972)
- Thomas Frost (producer), Leonard Bernstein (conductor), Dietrich Fischer-Dieskau, Vladimir Horowitz, Yehudi Menuhin, Mstislav Rostropóvitx, Isaac Stern, Lyndon Woodside & the New York Philharmonic for Concert of the Century (1978)
- Thomas Frost (producer) & Vladimir Horowitz for Horowitz in Moscow (1988)
- Thomas Frost (producer) & Vladimir Horowitz for Horowitz — The Studio Recordings, New York 1985 (1987)

Grammy Lifetime Achievement Award, 1990
Grammy Award for Best Engineered Album, Classical:
- Fred Plaut (engineer) & Vladimir Horowitz for Horowitz at Carnegie Hall — An Historic Return (1966)
- Paul Goodman (engineer) & Vladimir Horowitz for Horowitz — The Studio Recordings, New York 1985 (1987)